# Grand Rapids (Minnesota)
Grand Rapids is een plaats (city) in de Amerikaanse staat Minnesota, en valt bestuurlijk gezien onder Itasca County.

## Demografie
Bij de volkstelling in 2000 werd het aantal inwoners vastgesteld op 7764.

## Geografie
Volgens het United States Census Bureau beslaat de plaats een oppervlakte van
20,9 km², waarvan 19,0 km² land en 1,9 km² water.

## Geboren
- Judy Garland (1922-1969), filmactrice, zangeres

## Plaatsen in de nabije omgeving
De onderstaande figuur toont nabijgelegen plaatsen in een straal van 20 km rond Grand Rapids.